# Parcul natural Cabo de Gata-Níjar
Parcul natural Cabo de Gata-Níjar este o arie protejată (arie specială de conservare — SAC, sit de importanță comunitară — SCI, arie de protecție specială avifaunistică — SPA) din Spania întinsă pe o suprafață de 49.512,2 ha, integral pe uscat.

## Localizare
Centrul sitului Parcul natural Cabo de Gata-Níjar este situat la coordonatele 36°51′58″N 2°04′00″W / 36.866°N 2.0666°V.

## Înființare
Situl Parcul natural Cabo de Gata-Níjar a fost declarat arie de protecție specială avifaunistică în octombrie 1989 pentru a proteja 102 specii de animale. Alte tipuri de protecție:
- sit de importanță comunitară (în ianuarie 2001)
- arie specială de conservare (în septembrie 2012)[2][4][5]

## Biodiversitate
Situată în ecoregiunile marină mediteraneană și mediteraneană, aria protejată conține 25 de habitate naturale: Dune de pe litoral fixate cu Crucianellion maritimae, Dune mobile de-a lungul țărmului cu Ammophila arenaria („dune albe”), Recifuri, Tufărișuri halofile mediteraneene și termo-atlantice (Sarcocornetea fruticosi), Tufărișuri halo-nitrofile (Pegano-Salsoletea), Râuri mediteraneene cu debit permanent și vegetație de Glaucium flavum, Lagune de coastă, Faleze cu vegetație de Limonium spp. endemic de pe coastele mediteraneene, Stepe sărăturate mediteraneene (Limonietalia), Păduri de pin mediteraneene cu pini mezogeni endemici, Dune mobile cu vegetație embrionară, Galerii de Salix alba și de Populus alba, Pseudostepă cu ierburi și specii anuale de Thero-Brachypodietea, Bancuri de nisip acoperite în permanență slab de apă marină, Straturi cu Posidonia (Posidonion oceanicae), Pășuni mediteraneene udate de apa mării (Juncetalia maritimi), Tufărișuri termo-mediteraneene și de pre-deșert, Pante stâncoase silicioase cu vegetație casmofită, Pante stâncoase calcaroase cu vegetație casmofită, Dune cu vegetație ierboasă Malcolmietalia, Vegetație anuală la limita mareei, Galerii și tufărișuri riverane sudice (Nerio-Tamaricetea și Securinegion tinctoriae), Vegetație gipsofilă iberică (Gypsophiletalia), Matorral arborescenți cu Zyziphus, Dune cu tufărișuri sclerofile Cisto-Lavenduletalia.
La baza desemnării sitului se află mai multe specii protejate:
- păsări (100): fluierar de munte (Actitis hypoleucos), pescăruș albastru (Alcedo atthis), rață sulițar (Anas acuta), rață pitică (Anas crecca), rață mare (Anas platyrhynchos), Aquila fasciata, egretă mare (Ardea alba), stârc cenușiu (Ardea cinerea), stârc roșu (Ardea purpurea), pietruș (Arenaria interpres), rață-cu-cap-castaniu (Aythya ferina), rața moțată (Aythya fuligula), buha (Bubo bubo), Bucanetes githagineus, pasărea ogorului (Burhinus oedicnemus), ciocârlie-cu-degete-scurte (Calandrella brachydactyla), Calidris alba, fugaci de țărm (Calidris alpina), Calidris canutus, fugaci roșcat (Calidris ferruginea), fugaci mic (Calidris minuta), bătăuș (Calidris pugnax), Caprimulgus ruficollis, prundăraș de sărătură (Charadrius alexandrinus),  prundaș gulerat mic (Charadrius dubius), prundaș gulerat mare (Charadrius hiaticula), Chersophilus duponti, chirichița cu obraz alb (Chlidonias hybrida), chirighiță neagră (Chlidonias niger), barză albă (Ciconia ciconia), barză neagră (Ciconia nigra), erete de stuf (Circus aeruginosus), erete cenușiu (Circus pygargus), dumbrăveancă (Coracias garrulus), egretă mică (Egretta garzetta), Falco naumanni, șoim călător (Falco peregrinus), vânturel roșu (Falco tinnunculus), lișiță (Fulica atra), ciocârlan (Galerida cristata), Galerida theklae, becațină comună (Gallinago gallinago), găinușă de baltă (Gallinula chloropus), pescăriță râzătoare (Gelochelidon nilotica), ciovlica roșcată (Glareola pratincola), scoicar (Haematopus ostralegus), piciorong (Himantopus himantopus), Hydrocoloeus minutus, stârc pitic (Ixobrychus minutus), Larus audouinii, pescăruș negricios (Larus fuscus), Larus genei, pescăruș-cu-cap-negru (Larus melanocephalus), Larus michahellis, pescăruș râzător (Larus ridibundus), sitar de mal nordic (Limosa lapponica), sitar de mâl (Limosa limosa), rață fluierătoare (Mareca penelope), rață pestriță (Mareca strepera), prigoare (Merops apiaster), codobatura galbenă (Motacilla flava), muscar sur (Muscicapa striata), Numenius arquata arquata, Numenius phaeopus, stârc de noapte (Nycticorax nycticorax), pietrar mediteranean (Oenanthe hispanica), Oenanthe leucura, Oxyura leucocephala, vultur pescar (Pandion haliaetus), Phalacrocorax aristotelis aristotelis, cormoran mare (Phalacrocorax carbo carbo), flamingo roz (Phoenicopterus roseus), Phoenicopterus ruber, lopătar (Platalea leucorodia), ploier auriu (Pluvialis apricaria), ploier argintiu (Pluvialis squatarola), corcodel mare (Podiceps cristatus), corcodel-cu-gât-negru (Podiceps nigricollis), Porphyrio porphyrio porphyrio, Pterocles orientalis, cristei de baltă (Rallus aquaticus), ciocântors (Recurvirostra avosetta), Spatula clypeata, rață cârâitoare (Spatula querquedula), chiră de baltă (Sterna hirundo), chiră mică (Sternula albifrons), turturică (Streptopelia turtur), silvie de tufiș (Sylvia undata), corcodel mic (Tachybaptus ruficollis), călifar alb (Tadorna tadorna), spârcaci (Tetrax tetrax), chiră de mare (Thalasseus sandvicensis), fluierar negru (Tringa erythropus), fluierar de mlaștină (Tringa glareola), fluierar cu picioare verzi (Tringa nebularia), fluierarul de zăvoi (Tringa ochropus), fluierarul cu picioare roșii (Tringa totanus), pănțărușul (Troglodytes troglodytes), pupăză (Upupa epops), nagâț (Vanellus vanellus)
- mamifere (1): delfin mare (Tursiops truncatus)
- reptile (1): Caretta caretta

Pe lângă speciile protejate, pe teritoriul sitului au mai fost identificate 64 de specii de plante, 40 de specii de păsări, 1 specie de amfibieni, 10 specii de mamifere, 85 de specii de nevertebrate, 7 specii de pești, 10 specii de reptile.